# Anadelphia funerea
Anadelphia funerea là một loài thực vật có hoa trong họ Hòa thảo. Loài này được (Jacq.-Fél.) Clayton mô tả khoa học đầu tiên năm 1966.